# Государственная информационная политика Украины
Госуда́рственная информацио́нная поли́тика Украи́ны (укр. Державна iнформаційна політика України) — комплекс политических, правовых, экономических, социально-культурных и организационных мероприятий украинского государства в сфере воспроизводства и распространения информации.

## ДоЕвромайдана
Начиная с 2008 года, включает в себя систему мер по обеспечению информационной безопасности Украины, предусматривающих ограничение проникновения в медийное пространство Украины иностранных телекомпаний, радиостанций, печатных изданий, интернет-ресурсов, которые, по мнению украинского руководства, представляют угрозу для национальной безопасности страны.
Концепция информационной безопасности разработана Советом национальной безопасности и обороны Украины и введена в действие Указом президента Украины Виктора Ющенко № 377/2008 от 23 апреля 2008 г. Контроль над исполнением указа возложен на секретаря СНБОУ.

### Информационные аспекты безопасности Украины
Согласно Закону «Об основах национальной безопасности Украины» № 964-IV от 19 июня 2003 года, одной из основных угроз национальным интересам и национальной безопасности Украины в информационной сфере является попытка манипулировать общественным сознанием, в том числе путём распространения недостоверной, неполной или предвзятой информации.
Согласно ст. 8 этого Закона, основные направления обеспечения государственной безопасности Украины в информационной области включают, в частности:
- обеспечение информационного суверенитета Украины;
- усовершенствование государственного регулирования развития информационной сферы путём создания нормативно-правовых и экономических условий для развития национальной информационной инфраструктуры и ресурсов, внедрения передовых технологий, наполнения внутреннего и мирового информационного пространства достоверной информацией об Украине;
- использование комплексных мер защиты национального информационного пространства и противодействия монополизации информационной сферы Украины.

В ходе обсуждения вопроса о присутствии иностранных СМИ в медийном пространстве Украины на заседании Верховной рады были приведены следующие факты:
- Закарпатье «перекрывается» теле- и радиостанциями Венгрии, Словакии, Польши; Одесская и Черновицкая области — Румынии; Волынская и Львовская область — Польши и Белоруссии, три восточные области Украины — российскими станциями, причём «Голос России» пользуется технической базой концерна РРТ в Николаеве и Львове.
- доля украинских авторов и исполнителей в радиоэфире достигает 50%, а доля произведений на украинском языке — менее 30%.

По мнению украинского руководства, наибольшую опасность для Украины представляет воздействие российских СМИ. Ещё в ноябре 2006 года президент Виктор Ющенко в интервью представителям российских СМИ, аккредитованным на Украине, заявлял: 
Я знаю традицию российских СМИ реагировать на события на Украине полярно: черное — белое. Много вещей, которые происходят на Украине, выписываются простыми мазками — московскими. Это неправильно. Необходимо ко всему, что происходит на Украине, относиться намного глубже и деликатнее, тогда вы узнаете всю правду.

21 марта 2008 г. Виктор Ющенко, открывая заседание СНБО, посвящённое вопросам обеспечения информационной безопасности, заявил, что иностранные государства проводят на территории Украины «информационно-психологические кампании» с целью дезинформировать общество или воздействовать на массовое сознание украинских граждан для изменения поведения людей и навязывания им чуждых интересов, с целью разрушения или изменения в массовом сознании украинской нации её собственного видения своей роли и места в мировых процессах, а также разрушения или изменения такого видения у остального мира: 
Существует несколько центров, существует колоссальная система телерадиостанций, других изданий, работающих не на интересы Украины и проводящих политику других государств… Проводятся информационные психологические кампании по дезинформации общества по таким вопросам, как национальное единство, территориальная целостность, языковой вопрос, вопросы культуры, религии, а также евроатлантические устремления Украины… Российскими СМИ практически полностью оккупирован Крым и восточные области. Это обеспечило им полное доминирование на украинских территориях, и они исключили работу украинских станций в этом диапазоне.

С Ющенко согласен доктор философии, президент Украинского Пен-клуба Евгений Сверстюк: 
Россия осталась тоталитарной и советской… Она распространяет влияние старой идеологии и этим пытается искусственно разделить Украину по языковому и религиозному принципу, используя свои мощные информационные каналы. Мы не должны вестись на это, а наши национальные проблемы нужно четко разделять на свои и те, которые нам подбрасывают со стороны, в том числе из России.

### Концепция информационной безопасности Украины
23 апреля 2008 г. Виктор Ющенко своим указом № 377/2008 ввёл в действие решение Совета национальной безопасности и обороны Украины от 21 марта 2008 года «О неотложных мерах по обеспечению информационной безопасности Украины». Контроль над исполнением указа возложен на секретаря СНБОУ.
Согласно указу, правительство должно:
- осуществить мероприятия по совершенствованию государственного управления в информационной сфере — в частности, рассмотреть вопросы:
  - о создании на базе Госдепартамента по вопросам связи и информатизации Минтранссвязи центрального органа исполнительной власти в сфере связи и информатизации со статусом государственного комитета,
  - об отнесении к компетенции Госкомтелерадио реализации государственной политики в сфере печатных СМИ, в частности осуществления государственной регистрации печатных СМИ и информационных агентств, а также контроля за соблюдением ими требований действующего законодательства,
- разработать при участии Антимонопольного комитета Украины, Нацсовета по вопросам телевидения и радиовещания, Фонда госимущества и утвердить мероприятия по содействию развитию конкуренции и предотвращению монополизма в сферах телекоммуникаций, телевидения, радиовещания и печатных СМИ,
- утвердить мероприятия по перестройке общегосударственной сети автоматизированной системы централизованного оповещения населения в условиях военного или чрезвычайного положения и при возникновении кризисных ситуаций, которые угрожают национальной безопасности Украины,
- расширить иновещание на территории других государств,
- разработать и внести на рассмотрение Верховной рады законопроект о реформировании печатных СМИ, которые находятся в государственной и коммунальной собственности, в котором предусмотреть, в частности, механизмы обеспечения прав граждан на доступ к информации путём государственной поддержки социально значимых изданий.[5]

Уже на другой день, 24 апреля 2008 года, Виктор Ющенко направил в правительство письмо, в котором обратил внимание премьер-министра Юлии Тимошенко на особенности общественно-политической ситуации в Крыму и негативное информационное влияние на регион, осуществляемое со стороны соседних государств.
По мнению президента, это требует эффективных действий органов государственной власти, прежде всего правительства Украины, по формированию национальной информационной политики.
В связи с этим была поставлена задача в двухнедельный срок обеспечить доступность в Крыму и Севастополе общенациональных средств массовой информации, а также охватить горные поселки и отдаленные села Крыма общенациональными программами эфирного вещания.

### Дальнейшие меры
В августе 2008 г. на Украине по распоряжению Министерства культуры и туризма было начато осуществление мер, направленных на изъятие из украинских библиотек книг, которые рассматриваются как «коммунистически-шовинистическая литература».
В октябре 2008 г. Нацсовет Украины по телевидению и радиовещанию (НСТР) обязал кабельных операторов прекратить с 1 ноября 2008 г. ретрансляцию не адаптированных к украинскому законодательству телеканалов, в частности российских ОРТ, РТР, Ren TV. Это решение привело к исключению российских телеканалов из сети вещания целого ряда украинских операторов, в том числе крупнейшего украинского оператора — компании «Воля», на долю которой приходится 80 % абонентов Киева.
При этом глава Нацсовета Украины по телевидению и радиовещанию Виталий Шевченко заявил, что ни о какой дискриминации украинских телезрителей по языковому признаку речь не идёт. Адаптация, по его словам, не подразумевает перевода российских программ на украинский язык. Основные претензии Нацсовета связаны с нарушениями провайдерами законов о рекламе, авторских и смежных правах и пр. В частности, речь идёт о том, что российские каналы показывают рекламные ролики, рассчитанные на украинского потребителя, не делая соответствующих налоговых отчислений в бюджет. 6 ноября 2008 года Нацсовет Украины по телевидению и радиовещанию обратился в Генеральную прокуратуру с требованием наказать тех, кто нарушает решение об отключении российских телеканалов — в частности, местные органы власти, которые призывают операторов не отключать российское телевидение.
Ещё одним шагом стало решение СНБО от 13 октября 2008 г. (введено в действие Указом президента Виктора Ющенко № 923/2008 ), в соответствии с которым правительствам Украины и Автономной Республики Крым, областным, Киевской и Севастопольской городским государственным администрациям было предписано накануне внеочередных парламентских выборов, планировавшихся на декабрь 2008 года, принять меры для «недопущения манипулирования общественным сознанием, в частности, путём распространения недостоверной, неполной или предвзятой информации».
В ноябре 2008 года Служба безопасности Украины запретила демонстрацию в киевском отеле «Хайят» фильма «Война 08.08.08. Искусство предательства», посвящённого войне в Грузии, заявив, что тот сфабрикован российскими спецслужбами.
В ноябре 2008 года стало известно о намечаемом введении ограничений на ввоз книг на территорию Украины из Белоруссии и России и запрете на ввоз книг, которые власти сочтут «антиукраинской литературой».
Ещё одним направлением информационной политики украинского государства явилась деятельность в области исторических и архивных исследований, обнародования архивных данных, к которой подключены разные государственные учреждения (одно из основных — Служба безопасности Украины).
28 ноября 2008 г. Служба безопасности Украины задержала журналиста интернет-издания Daily UA Назара Цапока за размещение на страницах интернет-издания документов, обнародованных парламентской комиссией Коновалюка о поставках украинского оружия в Грузию. Журналист обратился к президенту Украины с просьбой защитить его от давления СБУ.
4 декабря 2008 г. сотрудники МВД Украины изъяли всё оборудование, принадлежащее самой большой файлообменной сети Украины infostore.org, что привело к фактическому уничтожению сервиса без реальной возможности восстановления. По мнению члена правления Интернет Ассоциации Украины Ивана Петухова, это связано со стремлением государства установить общий мониторинг Интернет-пространства, что также подтверждается теми законопроектами, о существовании которых ему известно. Произошедшее с Infostore Петухов оценивает как попытку запугать или оказать давление, так как Интернет до сих пор, несмотря на давление со стороны некоторых служб, остаётся вне контроля государства.
В марте 2009 года украинские интернет-издания заявили о давлении со стороны СБУ. По словам главного редактора интернет-газеты Fraza.ua Александра Иванова, украинские интернет-издания периодически подвергаются хакерским атакам, «наездам» налоговой, «визитам неизвестных людей в гражданском» и изъятию серверов. «Раньше все это доставало каждого отдельно, но сейчас это уже перешло любые разумные рамки», — отметил Иванов. Также он сообщил, что в один из дней, когда СБУ проводила спецоперацию по штурму здания НАК «Нафтогаз Украины», была проведена мощная хакерская атака одновременно на четыре ведущих интернет-издания. Другие редактора интернет-изданий утверждают, что интерес к ним со стороны украинских спецслужб появляется после публикаций критических материалов о чиновниках Секретариата Президента и СНБО Украины. О возможной причастности СБУ к хакерским атакам свидетельствует и заказной характер этих атак, который, по словам одного из редакторов, «не могли сделать два студента». Согласно его информации, в одной из атак были задействованы не менее 1,5 тысяч компьютерных терминалов и, возможно, нескольких сотен людей. Также он думает, что речь может идти о сотнях тысяч долларов, израсходованных на данную атаку. При этом проект закона о государственной регистрации интернет-изданий было поручено разработать не профильному парламентскому комитету по вопросам свободы слова и информации, а СБУ, что, по мнению редакторов, приведёт к тому, что интернет-СМИ станут подконтрольнее и уязвимее для давления со стороны чиновников и олигархических кланов.
14 апреля 2009 года Национальный совет по вопросам телевидения и радиовещания Украины распространил сообщение, где проинформировал, что до 1 июня 2009 года обязывает провайдеров кабельных сетей исключить из своего вещания российский Первый канал (Всемирная сеть).
26 мая 2009 года был обнародован законопроект о борьбе с детской порнографией, поддержанный чиновниками из Министерства внутренних дел и Госкомитетом по информатизации. Согласно ему, провайдеры телекоммуникационных услуг будут обязаны сохранять данные о всех соединениях клиентов с ресурсами, доступ к которым они предоставляют. По словам председателя правления интернет-ассоциации Украины Татьяны Поповой, проект закона не имеет ничего общего с зарубежной практикой, потому как предусматривает введение тотальной слежки за клиентами, что подразумевает необходимость приобретения дорогостоящего оборудования для хранения очень больших объёмов информации и значительного увеличения стоимости пользования интернетом.

### Отношение общества
Депутат Верховной рады Олег Зарубинский из Блока Литвина заявил: «Если откровенно, мне сам предмет указа Ющенко нравится. Я неоднократно заявлял, что у нас никто не занимается информационной безопасностью, хотя все говорят о государственной, энергетической безопасности, но надо помнить и про информационную. Не секрет, что многие страны прибегают к контролю над Интернетом. У нас на сегодняшний день такого не было. Но, очевидно, что теперь такие новации будут введены», — комментирует Зарубинский пункт указа Ющенко по разработке мер для удаления информации из украинского Интернета, которую власти сочтут противоречащей законодательству.
По мнению Зарубинского, основные усилия нужно направлять не на Интернет, а на телевидение: «Нужно просто больше внимания уделить теле- и радиопространству. Исходя из того, что не может быть монополии какой-либо внешней силы на информационное пространство Украины. Я уже зарегистрировал законопроект, чтобы доля какой-либо другой страны, её продукта на телеканалах Украины и радио, не может быть больше 25 %. И это касается не только России, но и других стран».
Изъятие из библиотек книг, пропагандирующих коммунистическую идеологию, не нанесет вред исторической памяти и этот шаг нельзя расценивать как антиисторический или антигуманный, считает министр культуры и туризма Василий Вовкун. По мнению Вовкуна, книгам, представляющим коммунистическую идеологию, не место на полках рядом с произведениями, посвященными национально-освободительной борьбе за независимость Украины.
29 сентября 2008 г. министра поддержал председатель Союза писателей Украины народный депутат из БЮТ Владимир Яворивский, который сам в 1970—1980-е сочинял конъюнктурные произведения. «Я не против того, чтобы мой роман „Цепная реакция“ <роман о физиках-ядерщиках>, написанный в угоду тогдашнему режиму, был изъят из библиотек. Вместо устаревших книг библиотеки должны пополняться произведениями, написанными в соответствии с государственной идеологией независимой Украины», — сказал Яворивский.
С критикой указа «О неотложных мерах по обеспечению информационной безопасности Украины» выступили ряд представителей СМИ и политических партий, которые оценили данный указ как способ ограничения свободы слова на Украине.
Народный депутат Украины Дмитрий Табачник, комментируя решение об изъятии книг, сказал, что президент Украины Виктор Ющенко «пытается сломать ментальный архетип украинской нации, „вынуть“ у неё вместе с мозгами историческую память». «Какие книги определят вредными комиссии, возглавляемые ющенковскими культуртрегерами, пока сказать сложно, но сама мысль об очищении библиотек по идеологическому принципу вызывает оторопь у нормального человека. Следующие инициативы могут породить желание цензурировать, скажем, издательские планы. Я никогда не думал, готовя 20 лет назад „Репрессированную книжку“, что такое может повториться в стране, претендующей на европейскую цивилизованность. Конечно же, такое „очищение“ библиотек напоминает тоталитарные системы 30-х годов прошлого века», — сказал депутат.
Народный депутат Украины, лидер КПУ Пётр Симоненко по этому же поводу сказал, что «уничтожение книг — варварство, которому нет оправдания». «Это сделано во исполнение пресловутого Указа президента о борьбе с символами „тоталитаризма“ и в нарушение статьи 34 действующей Конституции, гарантирующей гражданам Украины свободу мысли, а также право искать, хранить и распространять любую информацию, не являющуюся государственной тайной… Ющенко и его подельникам, видимо, очень хочется, чтобы наши соотечественники имели доступ только к гитлеровской „Майн кампф“, продающейся с их благосклонного согласия на каждом книжном рынке, к „творческому наследию“ фашистских прихвостней вроде У. Самчука, да к сегодняшним бездарным опусам перевёртышей-яворивских, которые бесстыдно поливают грязью то, что превозносили ещё вчера. Заявляю, что коммунисты сделают все возможное для того, чтобы не позволить оранжевым ку-клукс-клановцам лишить народ Украины права думать и возможности пользоваться богатствами великой многонациональной русской и советской литературы, в создание которой он внёс неоценимый вклад», — сказал П. Симоненко.
Газета «Киевский вестник» в своей рецензии на книгу «Фашизм в Украине: угроза или реальность» Дмитрия Табачника и Георгия Крючкова писала: «На минкультовских директивах об „изъятии“ русской и советской классики как будто лежит отблеск костров в Германии тридцатых годов, когда Геббельс пафосно заявил, что „эти костры не только освещают конец старой эпохи, они озаряют и новую эпоху“».  Деятельность руководства СБУ в области архивной работы газета расценивает как направленную на производство исторических фальсификаций. Одной из целей таких фальсификаций, с точки зрения газеты, является оправдание фашизма: «Истратив немалые бюджетные средства, оно (руководство СБУ) уже успело объяснить, что 201-й шуцманшафтбатальон был чем-то вроде благотворительной организации и лучшим другом белорусских, польских и еврейских детей».
Кабельные операторы называют решение Нацсовета о прекращении вещания российских каналов незаконным и политически мотивированным. Депутаты Верховного Совета Крыма, горсовета Запорожья и ряда других регионов также воспротивились данному решению.
Коммунистическая партия Украины выступила с резкой критикой решений украинского руководства в сфере информационной политики, потребовав «остановить наступление оранжевого режима на свободу слова и мысли, заклеймить позором введение цензуры и преследование инакомыслящих, немедленно восстановить ретрансляцию российских телеканалов в кабельной сети и впредь не допускать нарушения прав человека на получение информации». Лидер КПУ Пётр Симоненко заявил: «Действия Нацсовета направлены на сознательную эскалацию напряжённости в отношениях с Россией, на раскол Украины по языковому и этническому признакам… Украинский эфир перенасыщен программами, пропагандирующими жестокость, насилие, расизм и ксенофобию, идеологию религиозных сект. А Нацсовет, вместо того, чтобы убрать грязь и разврат, лишил людей возможности смотреть и слушать передачи на родном для миллионов граждан русском языке».
Комментируя указ № 923/2008, заместитель председателя Верховной рады Украины Николай Томенко сказал: «Это положение является беспрецедентным в истории Украины. Ещё никогда Совет национальной безопасности не обязывал органы исполнительной власти контролировать СМИ на предмет того, распространяют ли они недостоверную, неполную или предвзятую информацию… Это решение содержит указание и предоставляет право органам власти осуществлять цензуру в СМИ».

## ПослеЕвромайдана
После Евромайдана, последовавших за ним смены власти в 2014 году, аннексии Крыма россией и начала войны в Донбассе, по мнению российских СМИ, политика украинских властей относительно российских СМИ резко ужесточилась. На территории Украины запрещено вещать практически всем российским телеканалам (включая научные, ориентированные на детей, музыкальные, посвящённые туризму, развлечениям, вопросам здоровья или домашним животным), под запрет попали всевозможные российские и советские фильмы, включая детский юмористический киножурнал "Ералаш" и ставший классическим фильм "Д’Артаньян и три мушкетёра". Запреты мотивируются заботой о национальной безопасности Украины. 
По выражению газеты New York Times, власти Украины «ведут войну» со всеми журналистами, кроме тех, которые их поддерживают. В частности, в качестве собственных врагов украинские власти рассматривают любых журналистов, посещающих с профессиональной целью территории непризнанных Донецкой и Луганской республик. Для борьбы с такими людьми поддерживаемый властями сайт  «Миротворец» публикует их личные данные.
В июне 2016 года Секретарь СНБО Украины Александр Турчинов назвал украинских журналистов «солдатами Украины»: «… вы также являетесь солдатами Украины! Ваше оружие — слово! И оно должно защищать Украину!». При этом журналисты с пророссийской позицией, такие как Руслан Коцаба, подвергаются со стороны властей преследованиям, включая тюремное заключение. Также к телеканалам, транслирующим выступления с критикой действующего политического режима, применяются санкции со стороны Национального совета по вопросам телевидения и радиовещания. Для контроля содержания сообщений СМИ и рассылки им указаний по правильному освещению тех или иных событий власти создали Министерство информационной политики Украины. Существуют сведения, что на Украине также практикуются насильственные нападения на те или иные СМИ со стороны контролирумых властями боевиков.